# Takachiho (1885)
Takachiho (jap. 高千穂) – drugi krążownik pancernopokładowy typu Naniwa, zbudowany dla Japońskiej Cesarskiej Marynarki Wojennej w stoczni Armstrong Whitworth w Wielkiej Brytanii. Razem ze swym okrętem siostrzanym służył w dwóch wojnach i okazał się bardzo udaną jednostką. Nazwa pochodzi od świętej góry w paśmie Kirishima (Park Narodowy Kirishima-Yaku).

## Projekt
Główny architekt okrętowy Armstronga, William Henry White, stworzył konstrukcję krążowników typu „Naniwa” w oparciu o przełomową konstrukcję „Esmeraldy” budowanej w stoczni Armstronga w latach 1881−1884. Japońskie jednostki otrzymały jednak silniejszy pancerz, wykorzystano bunkry węglowe jako dodatkową osłonę, podwójne dno podzielono na wiele przedziałów wodoszczelnych i podwyższono wolną burtę, co dawało lepszą dzielność morską.

## Konstrukcja

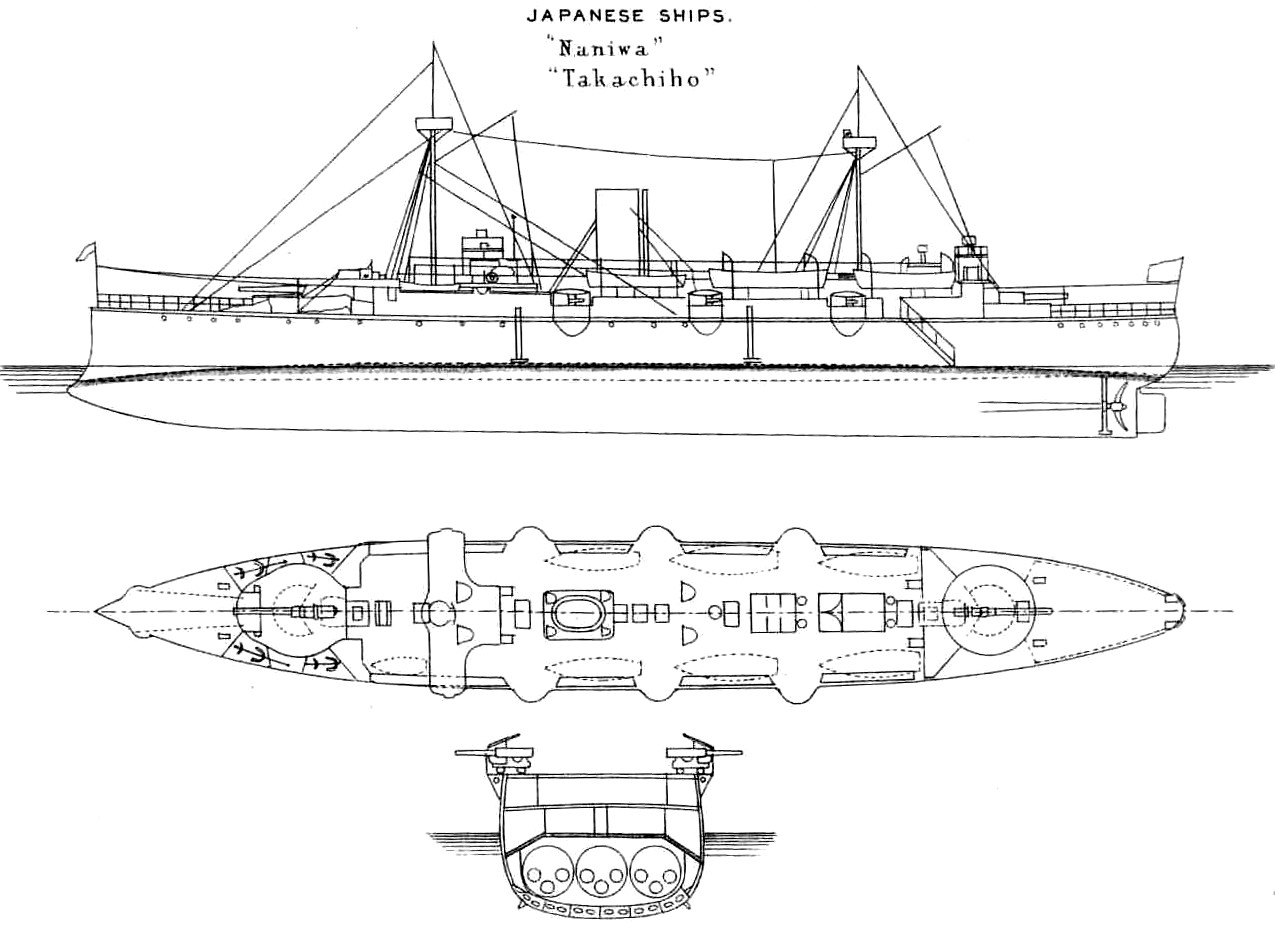
Rzuty okrętu (1888)

Okręty te były do tego stopnia identyczne, że aby umożliwić własnym jednostkom rozróżnienie krążowników, na „Takachiho” namalowano czerwony pas („Naniwa” nosiła czarny); ponadto „Takachiho” miał kilka rejek do podnoszenia flag sygnałowych na maszcie, a „Naniwa” - tylko jedną. Około 1902 roku, podczas przezbrajania w działa wyłącznie 152 mm, na „Takachiho” podwyższono także komin, o ok. 1 m.

## Służba
Krążownik nie uczestniczył w pierwszym starciu wojny chińsko-japońskiej (pod Pungdo). Wziął natomiast udział, w składzie Szybkiej Eskadry admirała Tsuboi, w bitwie u ujścia Jalu, gdzie został trafiony tylko raz, nie ponosząc praktycznie żadnych strat. Na okręcie zginął tylko jeden marynarz, a dwóch zostało rannych. Jest natomiast prawdopodobne, że trafienie wystrzelonego z ok. 370 m granatu z jego 260 mm działa, przesądziło o zatopieniu chińskiego krążownika „Zhiyuan”,  choć nie ma co do tego pewności. Następnie „Yoshino” i „Takachiho” zasypały ogniem krążownik „Jingyuan”, który zatonął po kilkudziesięciu minutach.
Następnie uczestniczył w operacjach przeciw Lüshun (Port Artur) i Weihaiwei, gdzie m.in. ścigał chińskie torpedowce, które usiłowały przerwać japońską blokadę. Kilka miesięcy później, wraz z „Naniwą” wszedł w skład eskadry wysłanej przeciw Tajwanowi: krążowniki dokonały rekonesansu portu i sytuacji w Tajpej podczas proklamowania Republiki Tajwanu, a następnie (razem z „Chiyodą” i „Matsushimą”) uczestniczyły w ostrzale fortów podczas zdobycie Keelungu i zdobyciu Peskadorów.
Podczas wojny rosyjsko-japońskiej w latach 1904–1905, „Takachiho” eskortował japońskie transportowce do portu Czemulpo, a następnie wziął tam udział w bitwie z rosyjskimi okrętami. W starciu pod Ulsan wraz z „Naniwą” dobił uszkodzony rosyjski krążownik pancerny „Ruryk” (rosyjski pocisk zranił 13 marynarzy). Przydzielony następnie do Czwartej Flotylli Połączonych Flot, uczestniczył bitwie pod Cuszimą, gdzie został trafiony ciężkim pociskiem poniżej linii wodnej.
W 1907 okręt został przebudowany na stawiacz min.
Po wybuchu I wojny światowej „Takachiho” przewoził wojska japońskie, które miały zaatakować niemiecką kolonię w Qingdao. W nocy z 17 na 18 października 1914 roku, został zaatakowany przez niemiecki niszczyciel SMS S 90. Druga z celnych torped spowodowała eksplozję 120 min na pokładzie „Takachiho” i okręt wyleciał w powietrze; z załogi ocalało jedynie trzech ludzi. Według innych publikacji, wybuchły komory amunicyjne. Zginęło według różnych źródeł 253 (z 256) lub 264 lub 271 osób (z 354).